# Plateumaris
Plateumaris es un género de escarabajos  de la familia Chrysomelidae. En 1859 Thomson describió el género. Contiene las siguientes especies:
- Plateumaris affinis Kunze, 1818
- Plateumaris akiensis Tominaga & Katsura, 1984
- Plateumaris balli Askevold, 1991
- Plateumaris bracata Scopoli, 1772
- Plateumaris caucasica Zaitzev, 1930
- Plateumaris consimilis Schrank, 1781
- Plateumaris discolor Panzer, 1795
- Plateumaris dorsata Hayashi, 1997
- Plateumaris kinugasana Hayashi, 2001
- Plateumaris rustica Kunze, 1818
- Plateumaris schaefferi Askevold, 1991
- Plateumaris sericea Linnaeus, 1761
- Plateumaris sulcifrons Weise, 1900
- Plateumaris tenuicornis Balthasar, 1934
- Plateumaris virens Hayashi, 1999
- Plateumaris weisei Duvivier, 1885